# Bomba de membrana

Principio básico del funcionamiento de una bomba de membrana.

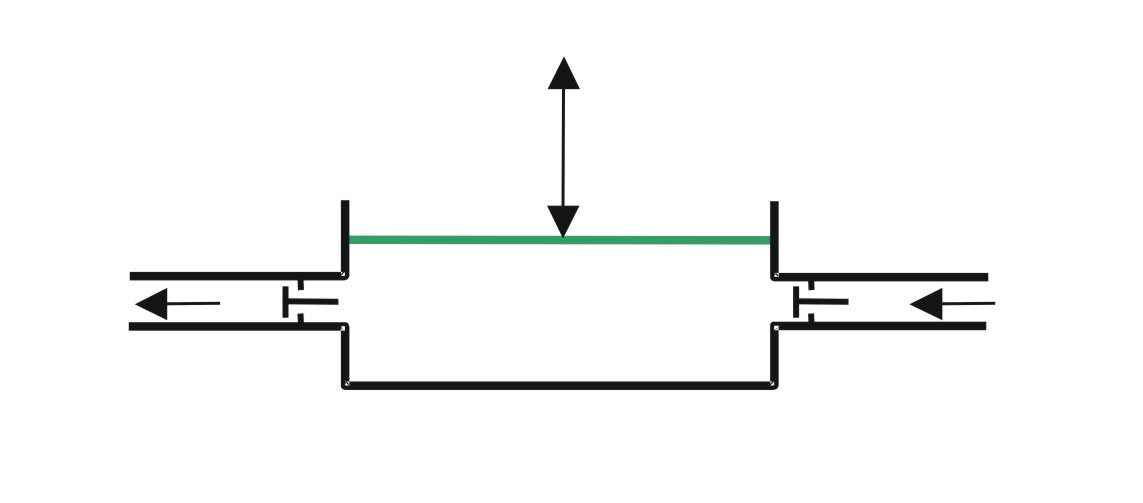
Principio de funcionamiento de una bomba de membrana.

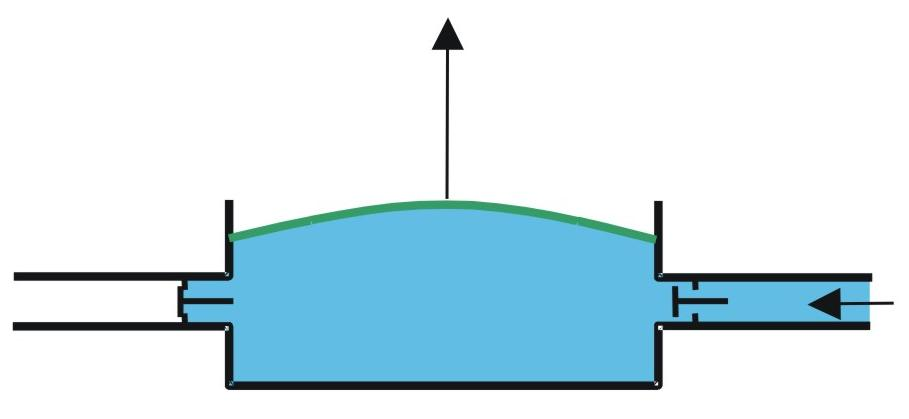
Bomba de membrana aspirando.

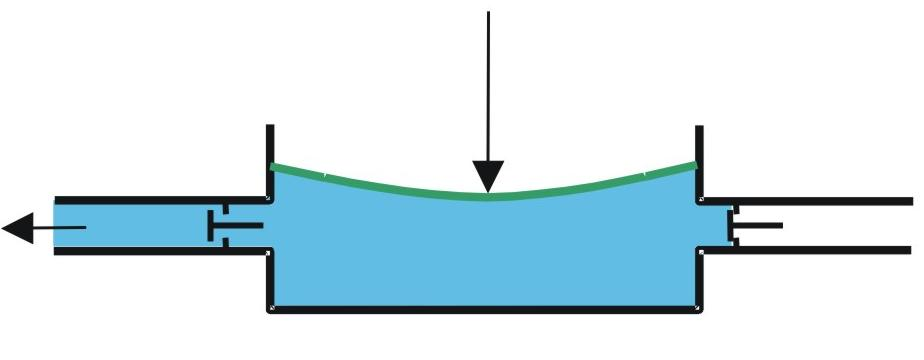
Bomba de membrana impulsando.

La bomba de membrana o bomba de diafragma es un tipo de bomba de desplazamiento positivo, generalmente alternativo, en la que el aumento de presión se realiza por el empuje de unas paredes elásticas —membranas o diafragmas— que varían el volumen de la cámara, aumentándolo y disminuyéndolo alternativamente. Unas válvulas de retención, normalmente de bolas de elastómero, controlan que el movimiento del fluido se realice de la zona de menor presión a la de mayor presión. 
La acción de estas bombas puede ser:
- Eléctrica, mediante un motor eléctrico, en cuyo caso se dice que es una electrobomba. Sin embargo, hay otras electrobombas que no son bombas de membrana.
- Neumática, mediante aire comprimido, en cuyo caso se dice que es una bomba neumática. La mayoría de las bombas neumáticas son bombas de membrana.

Existen bombas neumáticas y eléctricas de doble diafragma, las cuales funcionan bajo el mismo principio que las anteriores, pero tienen dos cámaras con un diafragma cada una, de forma que cuando una membrana disminuye el volumen de su cámara respectiva, la otra membrana aumenta el volumen de la otra cámara y viceversa.

## Aplicaciones
Ofrecen ciertas ventajas frente a otros tipos de bombas, ya que no poseen cierres mecánicos ni empaquetaduras que son las principales causas de rotura de los equipos de bombeo en condiciones severas. Estas bombas son autocebantes, es decir, no es necesario llenar la columna de aspiración de líquido para que funcionen, por lo que pueden ser utilizadas para sacar líquido de depósitos aspirando aunque la tubería de aspiración esté llena de aire inicialmente.
Su mantenimiento es sencillo y rápido y con componentes fáciles de sustituir.
Dependiendo del rango de temperaturas en el que vaya a trabajar la máquina, se utilizan unos materiales u otros para las membranas. Los materiales más utilizados son neopreno, vitón, teflón, poliuretano y otros materiales sintéticos.
Debido a la resistencia a la corrosión de estas bombas y a no ser necesario cebarlas para que funcionen, estos equipos son muy utilizados en la industria para el movimiento de prácticamente cualquier líquido y en multitud de industrias como ácidos, derivados del petróleo, disolventes, pinturas, barnices, tintas, fangos de depuradora, reactivos, concentrados de frutas, chocolate, plantas de proceso, industrias químicas, alimentarias, ópticas, galvánicas o de bebidas, aguas residuales, minerías, construcción, buques, industrias cerámicas, cartoneras, fábricas de papel o de circuitos impresos, etc.